# Åreälven

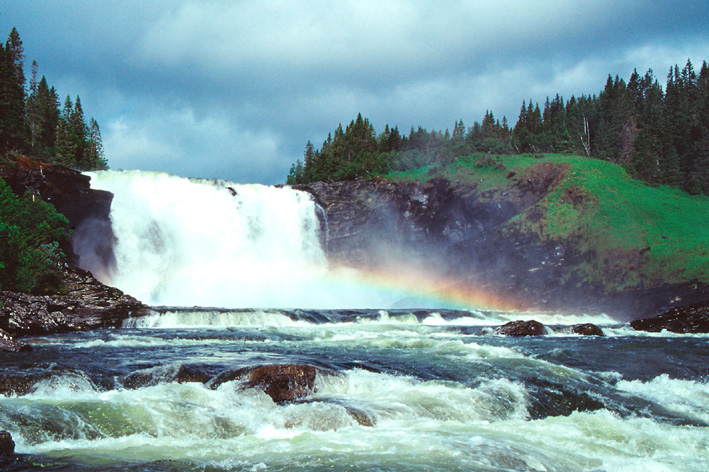
Tännforsen

Åreälven är en älv i Jämtland, den södra delen av Indalsälvens två största källflöden. Åreälven har en längd på cirka 70 kilometer och flyter mot öster från fjällsjön Skalsvattnet, förbi Åre till sjön Liten. En större del av vattnet i Åredalen kommer från Ånnsjön som rinner ut i sjön via Drottningsundet. Fortsätter förbi Duved, då vattnet byter namn till Duvedsälven. Den glider genom Tegeforsen och då byts också namnet ut till Åreälven, oftast kallad Åresjön. Den bäck och de åar som rinner ut i Åresjön har sitt ursprung på berget Åreskutan. Ristafallet fortsätter bortom Brattlandströmmen och Underåkersälven och leder vidare ut i Järpströmmen, där Kallsjön möter Indalsälven och rinner ut i Bottenhavet vid Klingerfjärden. Runt älvens område finns tre större vattenfall: Handölsfallen, Ristafallen samt Tännforsen.